# Piccolo libro di Anna Magdalena Bach

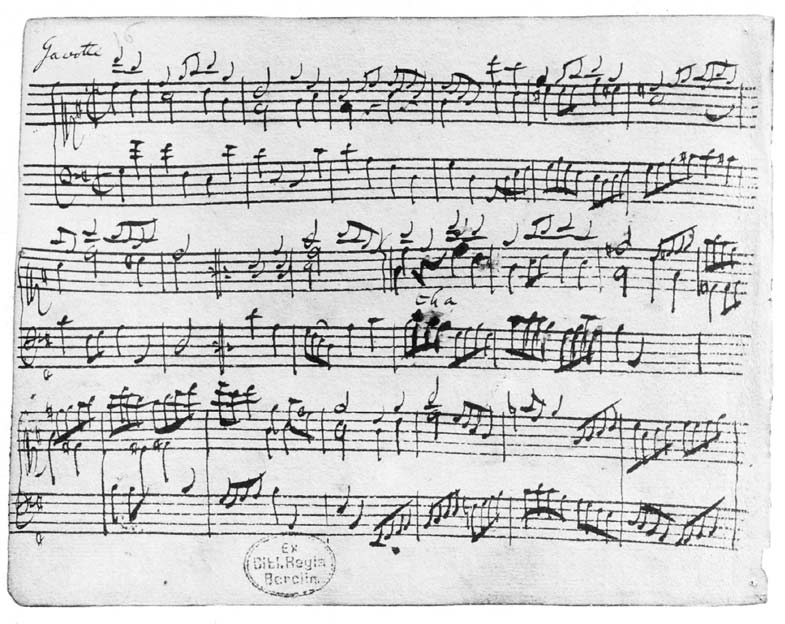
Questa pagina del manoscritto del 1722 contiene la gavotta della suite francese n. 5.

Il Piccolo libro di Anna Magdalena Bach, conosciuto anche come il Quaderno di Anna Magdalena Bach (tedesco: Notenbüchlein für Anna Magdalena Bach) fa riferimento a due manoscritti che il compositore tedesco Johann Sebastian Bach diede in dono alla sua seconda moglie Anna Magdalena Bach.
Il quaderno comprende minuetti, rondò, polacche, corali, sonate, preludi, musette, marce, gavotte ed alcune arie per voce di soprano.
Il primo libretto fu scritto nel 1722 a Köthen e il secondo nel 1725 a Lipsia; il titolo è più comunemente usato per riferirsi all'ultimo.
La differenza primaria tra le due collezioni è che il libretto del 1722 contiene solo lavori di Johann Sebastian Bach (comprese parti delle Suites francesi, l'aria delle Variazioni Goldberg e il primo preludio del Clavicembalo ben temperato), mentre quello del 1725 comprende anche musiche scritte da compositori della stessa epoca, come Christian Petzold, François Couperin, il figlio Carl Philipp Emanuel Bach, Gottfried Heinrich Stölzel e Johann Adolf Hasse.

## Manoscritto del 1722

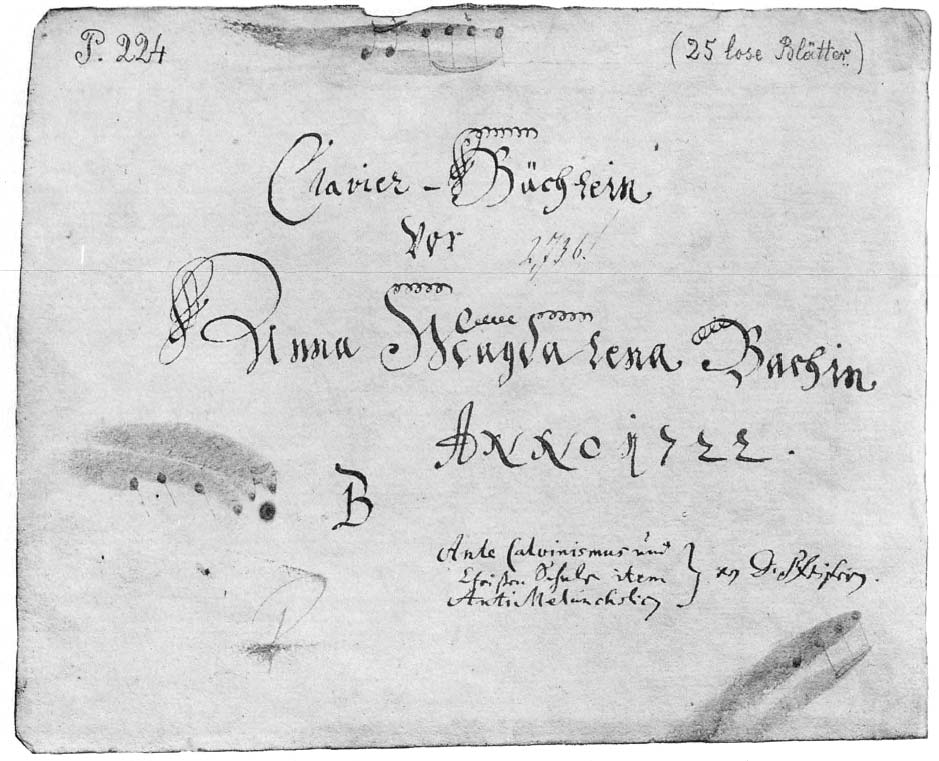
Copertina del manoscritto del 1722

Questo manoscritto contiene 25 fogli non rilegati (comprese due pagine bianche) e si pensa che sia approssimativamente un terzo del lavoro originale; non è noto cosa successe alle altre pagine. La retrocopertina e gli angoli sono decorati con pelle marrone, mentre per la copertina fu usata una carta verdognola.
Il titolo "Clavier-Büchlein vor Anna Magdalena Bach, Anno 1722" è stato scritto da Anna Magdalena. Per una ragione sconosciuta ai ricercatori, Johann Sebastian Bach ha scritto sull'angolo in basso a destra della copertina i titoli di tre libri del teologo August Pfeiffer (morto nel 1698):
- "Ante Calvinismus": sta per Anti-calvinismus, oder Unterredungen von der Reformierten Religion (letteralmente anti-calvinismo, o conversazioni sulla religione riformata)
- "Christen Schule item" si riferisce alla Evangelische Christen Schule (Scuola Evangelica Cristiana) di Pfeiffer.
- "AntiMelancholicus" si riferisce a Anti-melancholicus, oder Melancholey-Vertreiber (letteralmente Anti-melanconico, o mezzo per scacciare la malinconia).

Il manoscritto contiene i seguenti lavori di Johann Sebastian Bach:
- 5 Suite per clavicembalo: le prime tre sono frammenti adesso conosciuti come le prime tre Suites francesi (BWV 812-814). Le altre due sono suite complete, la numero 4 (BWV 815) e la numero 5 (BWV 816).
- Fantasia per organo, incompiuta, BWV 573. Un pezzo corto per organo, 12 battute complete e le note iniziali della 13ª battuta.
- Aria con variazioni in Do minore, incompiuta, BWV 991. Le prime 10 battute contengono una scrittura a due voci, mentre le rimanenti 35 battute hanno solo una voce.
- "Jesus, meine Zuversicht", corale preludio, BWV 728. Un breve pezzo(9 battute) a tre voci, contenente due sezioni di ripetizioni.
- Minuetto in Sol maggiore, BWV 841 (da non essere confuso con il minuetto di Petzold in Sol maggiore del manoscritto del 1725). Un pezzo corto a due voci e due sezioni di ripetizioni per ognuna.

## Manoscritto del 1725

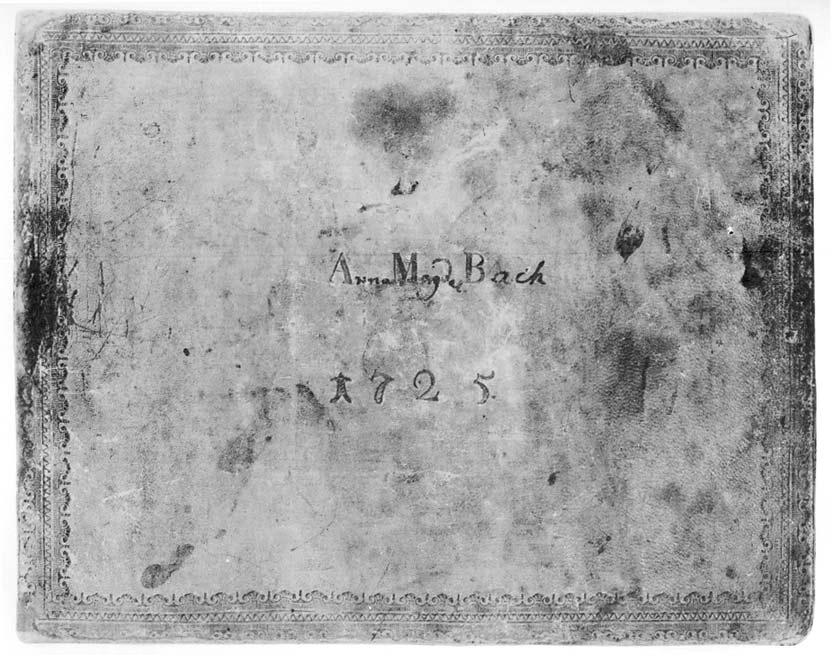
Copertina del manoscritto del 1725

Il manoscritto del 1725 è più ricco di pezzi in confronto a quello del 1722. La carta usata per la copertina è di colore verde chiaro mentre le iniziali di Anna Magdalena e l'anno 1725 sono scritti in oro. Tutte le pagine presentano una doratura ai bordi, per esempio tra pagina e pagina. 
Gran parte delle annotazioni sono state fatte dalla stessa Anna Magdalena, ma ce ne sono alcune di Johann Sebastian Bach, altre di Johann Christian Bach e Carl Philipp Emanuel Bach, e poche altre fatte da amici di famiglia come Johann Gottfried Bernhard e Johann Gottfried Heinrich.
I pezzi inclusi in questa raccolta sono stati scritti sia da Johann Sebastian Bach che da altri compositori, alcuni dei quali segnalati nel libretto stesso, altri stabiliti dai ricercatori. Alcuni pezzi, comprese alcune canzoni popolari del tempo, sono rimasti anonimi.
1. Minuetto, BWV Anh. 113
2. Minuetto, BWV Anh. 114 (di Christian Petzold)
3. Minuetto, BWV Anh. 115 (di Christian Petzold)
4. Rondò, Les Bergeries, BWV Anh. 183 (di François Couperin)
5. Minuetto, BWV Anh. 116
6. Polacca, BWV Anh. 117
7. Minuetto, BWV Anh. 118
8. Polacca, BWV Anh. 119
9. Corale: Wer nur den lieben Gott lässt walten, BWV 691
10. Gib dich zufrieden und sei stille, BWV 510
11. Gib dich zufrieden und sei stille, BWV 511
12. Gib dich zufrieden und sei stille, BWV 512
13. Minuetto, BWV Anh. 120
14. Minuetto, BWV Anh. 121
15. Minuetto, BWV Anh. 122 (di Carl Philipp Emanuel Bach)
16. Polacca, BWV Anh. 123 (di Carl Philipp Emanuel Bach)
17. Marcia, BWV Anh. 124 (di Carl Philipp Emanuel Bach)
18. Polacca, BWV Anh. 125 (di Carl Philipp Emanuel Bach)
19. Aria: So oft ich meine Tobackspfeife, BWV 515a
20. Minuetto par Mons. Böhm (di Georg Böhm, non incluso nel catalogo BWV)
21. Musetta, BWV Anh. 126
22. Marcia, BWV Anh. 127
23. Polacca, BWV Anh. 128
24. Bist du bei mir, BWV 508 (di Gottfried Heinrich Stölzel)
25. Aria delle Variazioni Goldberg
26. Solo per il cembalo, BWV Anh. 129 (di Carl Philipp Emanuel Bach)
27. Polacca, BWV Anh. 130 (di Johann Adolf Hasse)
28. Preludio, BWV 846 (dal Clavicembalo ben temperato)
29. Senza titolo, BWV Anh. 131
30. Aria: Warum betrübst du dich, BWV 516
31. Recitativo e aria: Ich habe genug, BWV 82
32. Schaff's mit mir, Gott, BWV 514
33. Minuetto, BWV Anh. 132
34. Wilst du dein Herz mir schenken, BWV 518 (chiamata aria di Giovannini)
35. Corale: Dir, Dir, Jehova, will ich singen, BWV 299
36. Wie wohl ist mir, o Freund der Seelen, BWV 517
37. Aria: Gedenke doch, mein Geist, BWV 509
38. O Ewigkeit, du Donnerwort, BWV 513